# Пјеве ди Гузалиђо (Парма)
Пјеве ди Гузалиђо је насеље у Италији у округу Парма, региону Емилија-Ромања.
Према процени из 2011. у насељу је живело 41 становника. Насеље се налази на надморској висини од 704 м.